# 因娜·索夫孙
因娜·羅曼諾芙娜·索夫孫（羅馬化：Inna Romanivna Sovsun；1984年9月21日—）是一位烏克蘭的政治人物，也是一名教授。

## 生平
索夫孫於基輔莫訶拉院大學主修政治學，2005年取得學士學位。接著到基輔大學進修碩士，2006-2007學年於瑞典隆德大學畢業。
2008年起至今，索夫孫在基輔莫訶拉院大學授課。
2009年，索夫孫與其他志同道合者創立了CEDOS智庫，並持續擔任致行長直至2014年。
2014年至2016年，索夫孫擔任烏克蘭教育與科學部之副部長。
2016年8月23日，因人事裁減案爭議而辭職。
2016年到2018年，索夫孫擔任基輔經濟學院的副校長，2017年開始在該校授課。
2019年8月起，索夫孫是烏克蘭選民之聲黨籍的國會議員。

## 來源
1. ↑  .   [2022-06-09]. （原始内容存档于2022-03-26） （英语）.
2. ↑  . 2016-04-13  [2022-06-09]. （原始内容存档于2022-06-18） （乌克兰语）.
3. ↑  .   [2022-06-09]. （原始内容存档于2022-06-01） （英语）.